# Кешишев, Сергей Константинович
Сергей Константинович Кешишев (6 ноября 1970 года, Москва) — российский журналист, актёр, кинорежиссёр, режиссёр рекламы, телеоператор, продюсер, монтажёр. Номинант ТЭФИ, FIPA, один из основателей «Первой Южной Киностудии».

## Биография
До 1992 года обучался в Московском физико-техническом институте (МФТИ). В 1997 году окончил факультет журналистики Московского государственного университета им. М. В. Ломоносова.
В 1992 году поступил на факультет журналистики МГУ им. Ломоносова. В студенческие годы работал в «Авторском телевидении» (АТВ) в качестве журналиста, оператора, режиссёра. Был корреспондентом программ «Жизнеописание» (ОРТ), «Слушай!» (ОРТ), «Пресс-клуб» (ОРТ), шеф-редактором и режиссёром авторской программы В. В. Познера «Мы» (ОРТ). В октябре 1993 года был одним из двух операторов, полностью снявших ход штурма Телецентра «Останкино». Созданный на основе этого репортажа «Фильм без названия» (в рамках документального проекта «Ситуация», 1-й канал Останкино) стал отправной точкой к полноценной публицистической деятельности в качестве автора и режиссёра ОРТ.
В период с 1993 по 1998 год специализировался на военной журналистике, межнациональных и коррупционных конфликтах. Освещал ситуацию на афгано-таджикской границе (док. фильм «Таджикистан: полшага до войны» 1-й канал Останкино, 1994), штурм Грозного в январе 1995 года («Смерть взаймы» ОРТ, 1995), взял первое за время войны интервью у Джохара Дудаева («Волчье логово», ОРТ, 1995).
С 1996 года работал в информационной службе НТВ. Стоял у истоков программы «Криминал», один из основателей программы «Чистосердечное признание».
С 1997 по 1999 год был спецкором программы «Вести» (РТР), после чего работал в телекомпании «ВИD» (программы «Взгляд», «Как это было», репортажи о бомбардировках Белграда), был обозревателем и редактором телеканала ТВ-6 («В мире людей», «Обозреватель»), освещал события в дагестанских селах Кара-Махи и Чабанмахи).
В 1999 году назначен шеф-редактором общественно-политического вещания телеканала ТВ-6.
В 2000 году стал продюсером дирекции собственного производства канала ТВ-6. В это же время организовал создание и запуск информационной службы и общественно-политического вещания телеканала ЮГРА «ЮГРА» (Ханты-Мансийский АО).
В 2001—2007 годах руководил телевизионной и идеологической частью нескольких губернаторских и федеральных избирательных кампаний. Корпоративный PR, государственное позиционирование компаний, PR в решении проблем между «хозяйствующими субъектами». Занимался производством и размещением рекламных и PR-проектов в центральной прессе, был одним членов совета директоров рекламного агентства «MediaProject», генеральным директором производственной компании теле-видео продукции «Постскриптум Продакшн», руководил рекламно-маркетинговой политикой и производством телелотереи «ТВ-Бинго-Шоу». Продюсировал производство нескольких программ и документальных фильмов для «Союзного телевидения» Россия-Белоруссия, видеопродукции для ЦИК — выборы Президента.
С 2007 года — генеральный директор первой южной киностудии «СОЛАР». По данным на январь 2011 года — генеральный продюсер этой же киностудии.

## Семья
У Сергея Кешишева есть сын от брака с Серафимой Низовской.

## Фильмография

### Цикл документальных фильмов «Ситуация»
- «Фильм без названия», ОРТ, 1993 (автор, режиссёр, оператор)
- «Таджикистан: полшага до войны», ОРТ, 1994 (автор, режиссёр, оператор)
- «Армия — новый прицел», ОРТ, 1994 (режиссёр, оператор)
- «Смерть взаймы», ОРТ, 1995 (автор, режиссёр, оператор)
- «Волчье логово», ОРТ, 1995 (автор, режиссёр, оператор)

### Кино и реклама
- «Продюсер своего счастья», 2007 год[4]. (режиссёр, продюсер)
- «Вождь разнокожих», 2011 «Рекун-синема» (исп.продюсер)
- «Матч», 2011 "Рекун-синема (исп.продюсер)
- «Мосгаз», 2012 (режиссёр второй группы)
- «Оглянись назад», 2013 (режиссёр, продюсер)
- «Ключи от прошлого», 2013 (продюсер)
- «Райский уголок», 2013 (продюсер)
- «Красотки», 2014 (режиссёр, продюсер)
- «Невероятные приключения Алины», 2014 (продюсер)
- «Куприн/Поединок», 2014 (режиссёр второй группы)
- «Любимые женщины Казановы», 2014 (продюсер)
- «В бегах», 2015 (продюсер)
- «Я или не Я», 2015 (продюсер)
- «Идеальная пара» 2014 (продюсер)
- «В час беды» 2014 (продюсер)
- «Пропавший жених», 2015 (режиссёр, продюсер)
- «Золотая клетка», 2015 (режиссёр, продюсер)
- «В ударе», не был в эфире (продюсер)
- «Холодное сердце», 2016 (продюсер)
- «Кровавая барыня», 2017 (продюсер)
- «Незнакомка в зеркале», 2017 (продюсер)
- «Цена молчания», 2018 (продюсер)
- «Другие» 2018 (продюсер)
- «Развода не будет», 2018 (продюсер)
- «Входя в дом, оглянись», 2019 (режиссёр, продюсер)
- «Большие надежды», 2019 (продюсер)
- «Роковая женщина», 2021 (режиссёр, продюсер)
- «Южный циклон», 2022 (режиссёр)

#### В качестве гендиректора Первой Южной Киностудии «СОЛАР» организовывал съемки
- «Никто не знает про секс-2» (Полнометражный фильм Централ Партнершип и Парк Синема) — Сентябрь-Октябрь 2007
- «День Д» (Полнометражный фильм, М. Пореченков и ВВП Альянс) — Июнь-Сентябрь 2007
- «Морские дьяволы» (НТВ) — Сентябрь 2007
- «Морской патруль» (RWS, «Старалис Продакшн» для «Первого канала») — Июль-октябрь 2008
- «Грязная работа» (Студия «Пирамида» для т/к НТВ) — Сентябрь-Октябрь 2008
- «Застывшие депеши» («Пирамида» для т/к «Россия») — Октябрь 2009
- «Последняя встреча» («Парк-синема» для т/к «Россия») — Ноябрь 2009
- «Анжелика» («Русское» для т/к «Россия») — Сентябрь-Декабрь 2009
- «Сёстры Королёвы» («Vega production» для т/к «Первый») — Октябрь-декабрь 2008
- «Тихая застава» (Полнометражный фильм, реж. Маховиков) — Август-Декабрь 2009
- «Нежность» (ООО «Арт-Базар») — Октябрь 2008
- «Водяра» («Арт-Базар» для т/к «НТВ») — Сентябрь-Октябрь 2008
- «Раскрутка» (студия «Арт-Базар» сериал) — Ноябрь 2009
- реклама «Кальцемина» (Парк Продакшн) — Август 2007
- реклама Администрации Краснодарского края (Олимпиада 2014) — Август 2007
- супы «Гурмания» (Парк продакшн) — Январь 2008
- Реклама Краснодарского края в Сочи — Июль 2008
- реклама ювелирных магазинов «Алтын» — Август 2008
- сеть салонов «Связной» (Парк Продакшн) — Сентябрь 2008
- участие техники в «Утомлённые солнцем 2» (Студия «Тритэ») — Сентябрь 2008

## Телепрограммы
- «Ситуация» (цикл док.фильмов) (1-й канал Останкино, ОРТ)
- «Жизнеописание» (ОРТ)
- «Слушай» (ОРТ)
- «Пресс-клуб» (ОРТ)
- «Мы» авторская программа В. В. Познера (ОРТ) (шеф-редактор и режиссёр)
- «Криминал» (НТВ)
- «Чистосердечное признание» (НТВ)
- «Вести» (РТР)
- «Взгляд» («ВИД», канал-вещатель — ОРТ)
- «Как это было» («ВИД», канал-вещатель — ОРТ)
- «В мире людей» (ТВ-6)
- «Обозреватель» (ТВ-6)
- «Телемарафон „КЕДР“» (ТВ-6)
- «Ночь выборов’98» (ТВ-6)
- «Новости» (ТВ-6)
- «Аллё, народ!» (ТВ-6)
- «Цитадень» (ТВ-6)
- «Россияне» (ТВ-6)[5]
- «Информационная служба телеканала „Югра“»
- «ТВ-Бинго-шоу» (РТР)
- «Трасса „М-1“ ТРО союзного государства России и Белоруссии»

## Премии и награды
- Номинант премии ТЭФИ-1995 «Лучший репортёр»[6].
- Обладатель спецприза «Гонг-1995» («Лучший тележурналист»).
- Номинант Всемирного Фестиваля аудиовизуальных фильмов в номинации «Лучший социальный фильм», FIPA’96[7].
- Номинант "Кинотавр-Короткий метр", фильм "Ключ"
- Медаль «За ратную доблесть» ВООВ «Боевое братство».
- Нагрудный знак ВВ МВД РФ «За отличие в службе»[8].